# Plebejus ligurica
Plebejus ligurica är en fjärilsart som beskrevs av Courvoisier 1911. Plebejus ligurica ingår i släktet Plebejus och familjen juvelvingar. Inga underarter finns listade i Catalogue of Life.